# バンジャマン・ジョレス

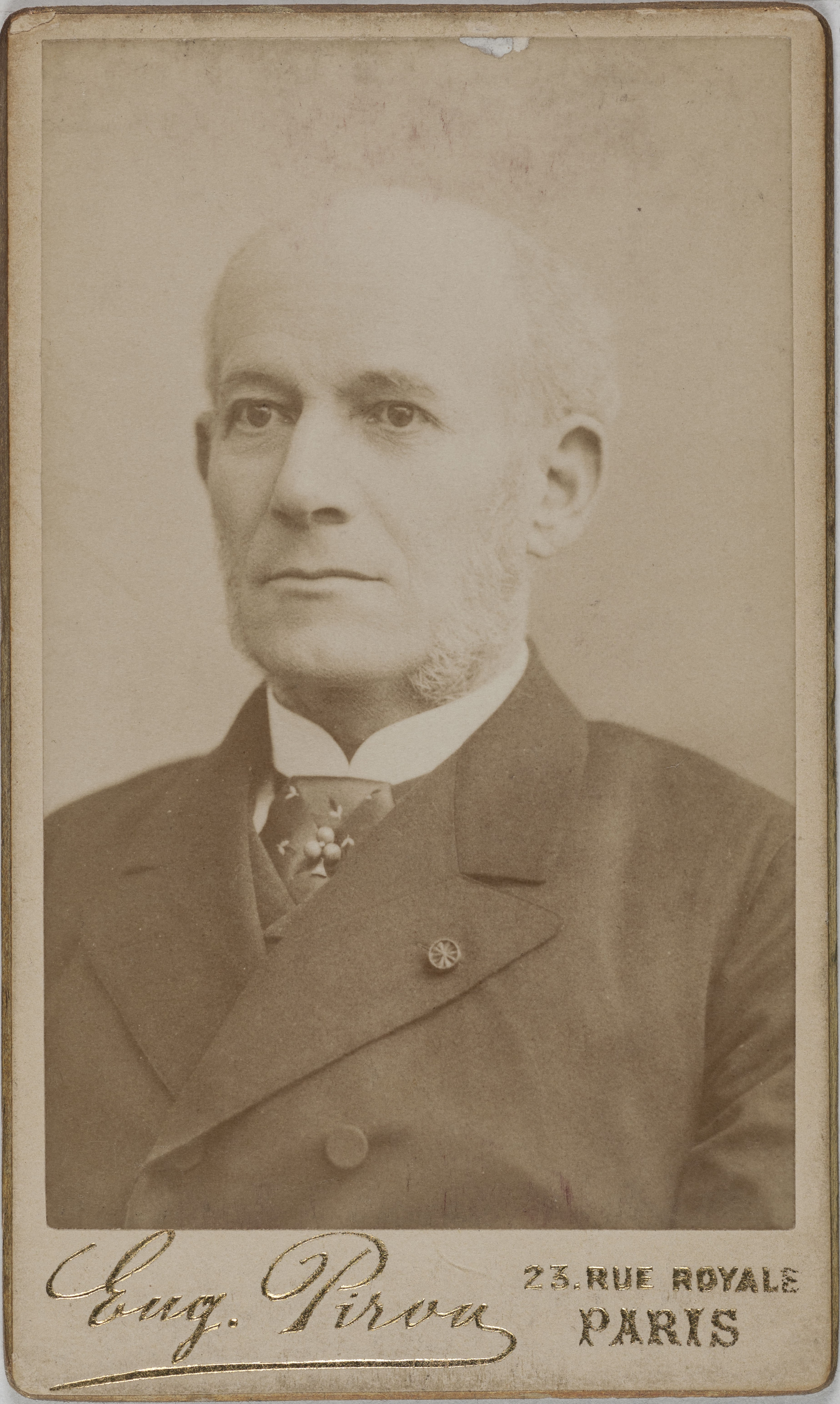
バンジャマン・ジョレス

コンスタント・ルイ・ジャン・バンジャマン・ジョレス（Constant Louis Jean Benjamin Jaurès、1823年2月3日  - 1889年3月13日）は、19世紀のフランス海軍の提督、外交官、フランス元老院議員。クリミア戦争、アロー戦争、下関戦争、普仏戦争に参加している。

## 生涯
タルヌ県アルビ出身。父オーギュスト、兄のシャルルも海軍軍人である。
1839年にブレスト海軍兵学校に入学。1841年9月1日に卒業後は士官候補生として太平洋基地に配属され、駆逐艦「トリオンファント」に乗組。1842年にはコルベット「レーヌ・ブランシュ」乗組となり、タヒチとマルケサス諸島での作戦に参加した。
1845年11月1日に中尉、1850年5月8日には大尉に昇進。1853年、デュ・ゲクラン号でレオナール・ヴィクトル・シャルネール提督の副官を務めた。1856年と1857年には、通報艦アリエルとグランヴィル基地を指揮した。
クリミア戦争ではセヴァストポリ包囲戦に参加。アロー戦争に参加し、海河上陸作戦を指揮。

### 下関戦争

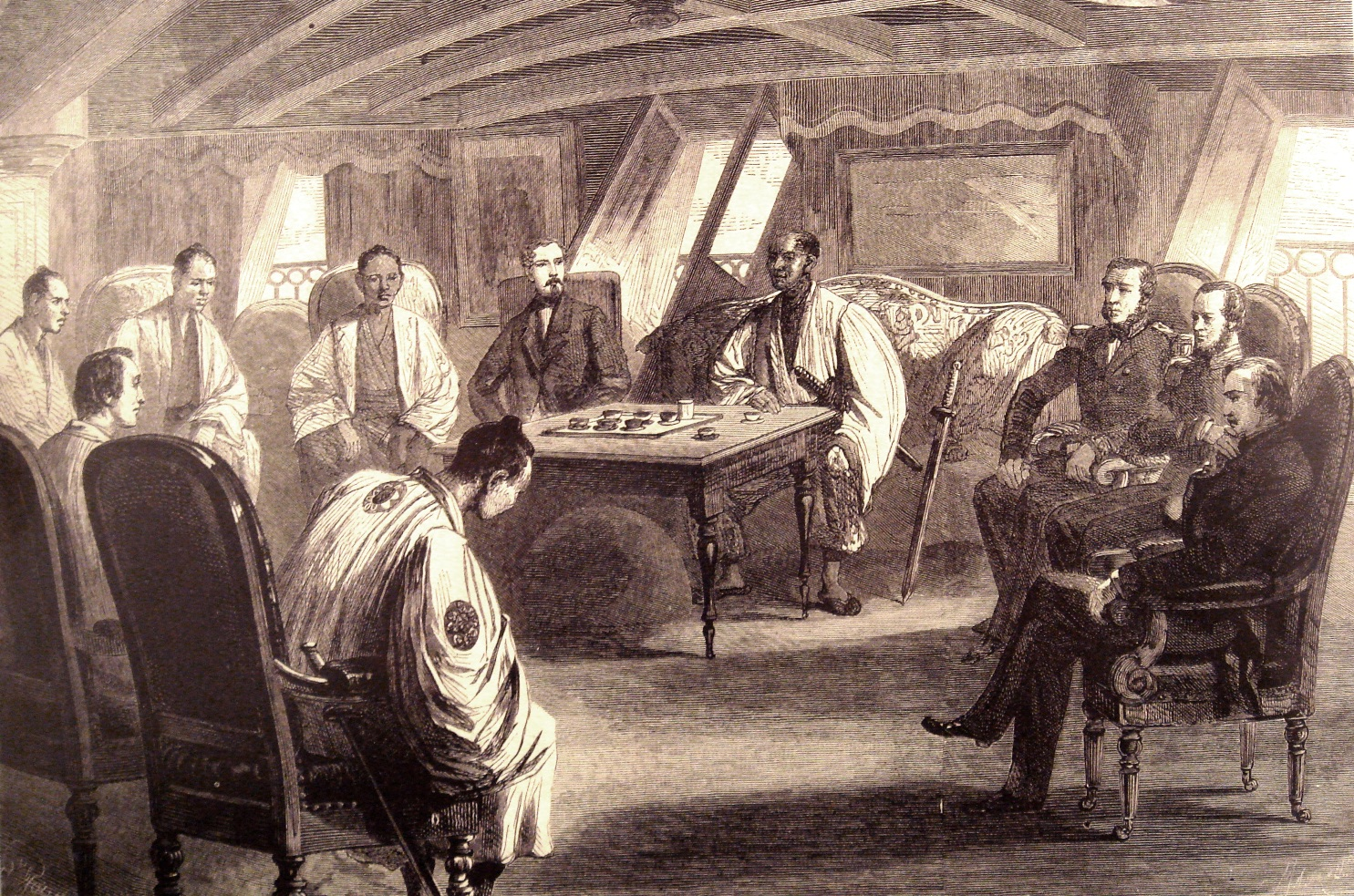
1863年7月2日、生麦事件賠償交渉のためのフランス軍艦セミラリス上での日英仏会議。手前：フランス通訳ブレクマン、幕府通訳。こちら向き（左より）：3人の神奈川奉行、フランス公使ド・ベルクール、若年寄酒井忠毗、英国海軍オーガスタス・レオポルド・キューパー提督、フランス海軍バンジャマン・ジョレス提督、イギリス代理公使ジョン・ニール。

日本での攘夷運動が盛んになったことを受け、横浜の居留民を保護するために、1863年4月26日（文久3年3月9日）には、ジョレスは上海からフランス東洋艦隊旗艦セミラミス（Semiramis）で横浜に到着した。同年7月8日（文久3年5月23日）、長州藩はフランスの通報艦「キャンシャン」を攻撃した。7月20日（6月5日）、その報復として、ジョレスはセミラミス（砲36門）とタンクレード（Tancrède、砲6門）を率いて報復攻撃を実施した。セミラミス号は砲36門の大型艦で前田、壇ノ浦の砲台に猛砲撃を加えて沈黙させ、陸戦隊を降ろして砲台を占拠した。長州藩兵は抵抗するが敵わず、フランス兵は民家を焼き払い、砲を破壊した。長州藩は救援の部隊を送るが軍艦からの砲撃に阻まれ、その間に陸戦隊は撤収し、フランス艦隊も横浜へ帰還した。
翌1864年9月5日から7日（元治元年8月5日から7日）にかけて、四カ国連合艦隊の一員として、ジョーレスはセミラミス、タンクレード、デュプレクス（Dupleix）の3隻を率いて、再度長州藩を攻撃した。
1865年、小栗忠順が横須賀造船所の建設を計画すると、ジョレスはレオンス・ヴェルニーを紹介している。

### 普仏戦争
フランス帰国後、普仏戦争では装甲艦「エロイン」艦長として黒海艦隊を指揮していたが海戦の機会なく、カランタン要塞司令。間もなくレオン・ガンベッタの国防政府より陸軍転属を命ぜられ、ロワール軍第21師団長。以降は同じく陸戦指揮を余儀なくされたベルナール・ジョーレギベリ提督のもと緒戦で功績を挙げ、師団将軍。休戦協定成立後、軍を除隊。

### 政界入り
戦後の1871年7月2日、補欠選挙で代議院議員に選出。穏健な共和主義者としてアドルフ・ティエール大統領の路線を支持した。10月には戦中の功績により、海軍少将に昇進。
1876年には元老院議員となり、1877年9月5日、海軍中将。1878年10月31日〜1878年12月に駐マドリード大使、1882年2月〜1883年までサンクトペテルブルクに駐在した。
帰国後、一時軍に復帰し、1883年〜1884年に装甲艦リシュリュー艦長。
さらに1889年2月22日には第二次ピエール・ティラール内閣で海軍大臣兼植民地大臣となったが、それから1ヶ月足らずの3月13日に死去した。
著名な政治家であるジャン・ジョレスは、甥にあたる。

## 栄典
- レジオンドヌール勲章グランクロワ：1887年1月14日